# اقتصاد آسیا
نسخه‌پایدار صفحهٔ ویکی‌پدیا:اقتصاد آسیا
آسیا شامل بیش از ۴٫۵ میلیارد نفر که ۶۰٪ میزان جمعیت کل جهان می‌باشد، که این جمعیت در ۴۹ کشور و ملیت‌های مختلف پراکنده شده‌است.
آسیا سریع‌ترین رشد اقتصادی را در منطقه دارد، همچنین بزرگ‌ترین اقتصاد قاره‌ای را در بین دیگر قاره‌های جهان دارد، این اقتصاد در آسیا بر پایه تولید انواع مواد ناخالص و وجود منابع بسیار زیاد در سرتاسر قاره می‌باشد. علاوه بر این موضوع آسیا لقب بیشترین رونق اقتصادی را در خود دارد، که توانسته‌است از برترین قاره‌های اقتصادی در عصر مدرن اقتصاد باشد.
از رونق اقتصادی در آسیا می‌توانیم به شروع رونق اقتصادی مدرن در ژاپن از سال ۱۹۹۰میلادی تا به امروز، رونق اقتصادی چین از سال ۱۹۷۸میلادی تا ۲۰۱۳میلادی و همچنین در کشورهای دیگر مانند اندونزی، مالزی، تایلند، فیلیپین، ویتنام و رونق اقتصادی مدرن در هند از سال ۱۹۹۱میلادی تا به امروز اشاره کرد.
اما در آسیا همانند دیگر قاره‌ها میزان سرمایه موجود در قاره در بین کشورها به صورت یکسان تقسیم‌بندی نشده‌است؛ که دلیل این پراکندگی وجود ملیت‌های مختلف که هر کدام فرهنگ‌های مختلفی دارند همچنین تفاوت در نوع حکومت‌های میان آن‌ها یا تاریخچه آن کشور و سرزمین موجب شده‌است که سرمایه موجود در بین کشورهای قاره آسیا به صورت یکسان نباشد. اما اگر بخواهیم در آسیا به بزرگ‌ترین کشورهای اقتصادی اشاره کنیم باید به کشورهای چین، هند، ژاپن، اندونزی، ترکیه، کره جنوبی، عربستان سعودی، ایران، تایلند و تایوان که از نظر PPP تولید ناخالص داخلی (GDP) جزء کشورهای برتر آسیا هستند.
از نظر اسمی تولید ناخالص داخلی (GDP) هم می‌توانیم به کشورهای چین، ژاپن، هند، کره جنوبی، اندونزی، عربستان سعودی، ترکیه، تایوان، تایلند و ایران اشاره کرد.

## لیست کشورهای آسیایی بر اساس تولید ناخالص داخلی
این یک لیست طبقه‌بندی شده بر اساس حروف الفبا از کشورهای آسیایی است که داده‌های تولید ناخالص داخلی واقعی و حدودی آنها برحسب آمار صندوق بین‌المللی پول بیان می‌کند.
| قلمرو             | تولید ناخالص داخلی اسمی به میلیون دلار | سرانه تولید ناخالص داخلی به دلار | برابری قدرت خرید به میلیون دلار | سرانه برابری قدرت خرید به دلار | مکان             |
| ----------------- | -------------------------------------- | -------------------------------- | ------------------------------- | ------------------------------ | ---------------- |
| میانگین           | ۳۱٬۵۸۲٬۰۰۰                             | ۷٬۳۵۱                            | ۶۵٬۴۴۱٬۰۰۰                      | ۱۵٬۲۳۵                         |                  |
| افغانستان         | ۱۸٬۷۳۴                                 | ۵۱۳                              | ۷۶٬۴۸۶                          | ۲٬۰۹۴                          | آسیای جنوبی      |
| ارمنستان          | ۱۳٬۴۴۴                                 | ۴٬۵۲۷                            | ۳۲٬۹۰۹                          | ۱۱٬۰۸۳                         | آسیای غربی       |
| جمهوری آذربایجان  | ۴۷٬۱۷۱                                 | ۴٬۶۸۹                            | ۱۸۷٬۲۶۰                         | ۱۸٬۶۱۵                         | آسیای غربی       |
| بحرین             | ۳۸٬۱۸۴                                 | ۲۵٬۲۷۳                           | ۷۶٬۹۵۱                          | ۵۰٬۹۳۱                         | آسیای غربی       |
| بنگلادش           | ۳۴۸٬۰۰۰                                | ۲٬۱۷۳                            | ۸۶۱٬۰۰۰                         | ۵٬۴۵۳                          | آسیای جنوبی      |
| بوتان (کشور)      | ۲٬۸۴۲                                  | ۳٬۴۲۳                            | ۸٬۱۹۹                           | ۹٬۸۷۶                          | آسیای جنوبی      |
| برونئی            | ۱۲٬۴۵۵                                 | ۲۷٬۸۷۱                           | ۳۵٬۹۲۰                          | ۸۰٬۳۸۳                         | جنوب شرقی آسیا   |
| قبرس              | ۲۵٬۳۶۰                                 | ۲۸٬۶۲۷                           | ۳۸٬۰۵۵                          | ۴۲٬۹۵۶                         | آسیای غربی       |
| میانمار           | ۶۵٬۹۹۴                                 | ۱٬۲۴۴                            | ۳۵۵٬۶۰۹                         | ۶٬۷۰۷                          | جنوب شرقی آسیا   |
| کامبوج            | ۲۶٬۷۳۰                                 | ۱٬۶۲۰                            | ۷۶٬۹۳۴                          | ۴٬۶۶۴                          | جنوب شرقی آسیا   |
| چین               | ۱۴٬۱۴۰٬۱۶۳                             | ۱۰٬۰۹۸                           | ۲۷٬۳۰۸٬۸۵۷                      | ۱۹٬۵۰۳                         | آسیای شرقی       |
| هنگ کنگ           | ۳۷۲٬۹۸۹                                | ۴۹٬۳۳۴                           | ۴۹۰٬۸۸۰                         | ۶۴٬۹۲۷                         | آسیای شرقی       |
| گرجستان           | ۱۵٬۹۲۵                                 | ۴٬۲۸۹                            | ۴۵٬۳۹۸                          | ۱۲٬۲۲۷                         | آسیای غربی       |
| هند               | ۲٬۵۹۰٬۰۰۰                              | ۱٬۸۷۶                            | ۸٬۶۸۰٬۰۰۰                       | ۶٬۲۸۳                          | آسیای جنوبی      |
| اندونزی           | ۱٬۱۱۱٬۷۱۳                              | ۴٬۱۶۳                            | ۳٬۷۳۷٬۴۸۴                       | ۱۳٬۹۹۸                         | جنوب شرقی آسیا   |
| ایران             | ۴۵۸٬۵۰۰                                | ۵٬۵۰۶                            | ۱٬۴۷۰٬۶۶۱                       | ۱۷٬۶۶۱                         | آسیای غربی       |
| عراق              | ۲۲۴٬۴۶۲                                | ۵٬۷۳۸                            | ۷۰۵٬۰۵۹                         | ۱۸٬۰۲۵                         | آسیای غربی       |
| اسرائیل           | ۳۸۷٬۷۱۷                                | ۴۲٬۸۲۳                           | ۳۵۴٬۱۹۷                         | ۳۹٬۱۲۱                         | آسیای غربی       |
| ژاپن              | ۵,۴۱۳,۲۵۴                              | ۴۳٬۰۴۳                           | 5,888,913                       | ۴۶,۸۲۷                         | آسیای شرقی       |
| اردن              | ۴۴,۱۷۲                                 | ۴,۳۸۶                            | ۹۷,۱۶۱                          | ۹,۶۴۸                          | آسیای غربی       |
| قزاقستان          | ۱۷۰,۳۲۶                                | ۹,۱۳۹                            | ۵۳۷,۶۶۴                         | ۲۸,۸۴۹                         | آسیای مرکزی      |
| کره شمالی         | N/A                                    | N/A                              | N/A                             | N/A                            | آسیای شرقی       |
| کره جنوبی         | ۱,۶۲۹,۵۳۲                              | ۳۱,۴۳۰                           | ۲,۳۱۹,۵۸۵                       | ۴۴,۷۴۰                         | آسیای شرقی       |
| کویت              | ۱۳۷,۵۹۱                                | ۲۹,۲۶۶                           | ۳۱۲,۱۰۰                         | ۶۶,۳۸۶                         | آسیای غربی       |
| قرقیزستان         | ۸,۲۶۱                                  | ۱,۲۹۲                            | ۲۵,۹۱۵                          | ۴,۰۵۱                          | آسیای مرکزی      |
| لائوس             | ۱۹,۱۲۷                                 | ۲,۶۷۰                            | ۵۸,۰۹۱                          | ۸,۱۰۹                          | جنوب شرقی آسیا   |
| لبنان             | ۵۸,۵۶۵                                 | ۹,۶۵۵                            | ۹۱,۲۸۶                          | ۱۵,۰۴۹                         | آسیای غربی       |
| ماکائو            | ۵۴,۵۴۵                                 | ۸۱,۷۲۸                           | ۷۷,۳۶۰                          | ۱۱۵,۹۱۳                        | آسیای شرقی       |
| مالزی             | ۳۶۵,۳۰۳                                | ۱۱,۱۳۶                           | ۱,۰۷۸,۵۳۷                       | ۳۲,۸۸۰                         | جنوب شرقی آسیا   |
| مالدیو            | ۵,۷۸۶                                  | ۱۵,۵۶۲                           | ۸,۶۶۷                           | ۲۳,۳۱۱                         | آسیای جنوبی      |
| مغولستان          | ۱۳,۶۳۷                                 | ۴,۱۳۲                            | ۴۷,۲۱۷                          | ۱۴,۳۰۸                         | آسیای شرقی       |
| نپال              | ۲۹,۸۱۳                                 | ۱,۰۴۷                            | ۹۴,۴۱۹                          | ۳,۳۱۸                          | آسیای جنوبی      |
| عمان              | ۷۶,۶۰۹                                 | ۱۷,۷۹۱                           | ۲۰۳,۵۹۵                         | ۴۷,۳۶۵                         | آسیای غربی       |
| پاکستان           | ۲۶۴,۰۰۰                                | ۱,۲۷۲                            | ۱,۲۰۲,۰۹۱                       | ۵,۸۷۱                          | آسیای جنوبی      |
| فیلیپین           | ۳۵۶,۸۱۴                                | ۳,۲۹۴                            | ۱,۰۲۵,۷۵۸                       | ۹,۴۷۰                          | جنوب شرقی آسیا   |
| قطر               | ۱۹۱,۸۴۹                                | ۶۹,۶۸۷                           | ۳۶۵,۸۳۵                         | ۱۳۲,۸۸۶                        | آسیای غربی       |
| عربستان سعودی     | ۷۷۹,۲۸۹                                | ۲۲,۸۶۵                           | ۱,۸۹۸,۵۱۱                       | ۵۵,۷۰۴                         | آسیای غربی       |
| سنگاپور           | ۳۶۲,۸۱۸                                | ۶۳,۹۸۷                           | ۵۸۵,۰۵۵                         | ۱۰۳,۱۸۱                        | جنوب شرقی آسیا   |
| سری‌لانکا          | ۸۶,۵۶۶                                 | ۳,۹۴۶                            | ۳۰۴,۲۸۶                         | ۱۳,۸۹۷                         | آسیای جنوبی      |
| سوریه             | N/A                                    | N/A                              | N/A                             | N/A                            | آسیای غربی       |
| تایوان            | ۵۸۶,۱۰۴                                | ۲۴,۸۲۷                           | ۱,۳۰۰,۲۱۲                       | ۵۵,۰۷۸                         | آسیای شرقی       |
| تاجیکستان         | ۸,۱۵۲                                  | ۸۷۷                              | ۳۳,۳۵۱                          | ۳,۵۸۹                          | آسیای مرکزی      |
| تایلند            | ۵۲۹,۱۷۷                                | ۷,۷۹۱                            | ۱,۳۸۳,۰۲۲                       | ۲۰,۳۶۴                         | جنوب شرقی آسیا   |
| تیمور شرقی        | ۲,۹۳۸                                  | ۲,۲۶۲                            | ۶,۸۲۳                           | ۵,۲۵۴                          | جنوب شرقی آسیا   |
| ترکیه             | ۷۴۳,۷۰۸                                | ۸,۹۵۷                            | 2,346,576                       | ۲۸,۲۶۴                         | آسیای غربی/اروپا |
| ترکمنستان         | ۴۶,۶۷۴                                 | ۷,۸۱۶                            | ۱۲۱,۸۸۵                         | ۲۰,۴۱۰                         | آسیای مرکزی      |
| امارات متحده عربی | ۴۰۵,۷۷۱                                | ۳۷,۷۴۹                           | ۷۴۶,۳۵۰                         | ۶۹,۴۳۴                         | آسیای غربی       |
| ازبکستان          | ۶۰,۴۹۰                                 | ۱,۸۳۱                            | ۲۹۷,۲۲۲                         | ۸,۹۹۹                          | آسیای مرکزی      |
| ویتنام            | ۲۶۱,۶۳۷                                | ۲,۷۷۹                            | ۷۲۰,۷۷۷                         | ۸,۰۶۵                          | جنوب شرقی آسیا   |
| یمن               | ۲۹,۸۵۵                                 | ۹۴۳                              | ۷۲,۱۷۱                          | ۲,۲۸۰                          | آسیای غربی       |

## توسعه اقتصادی

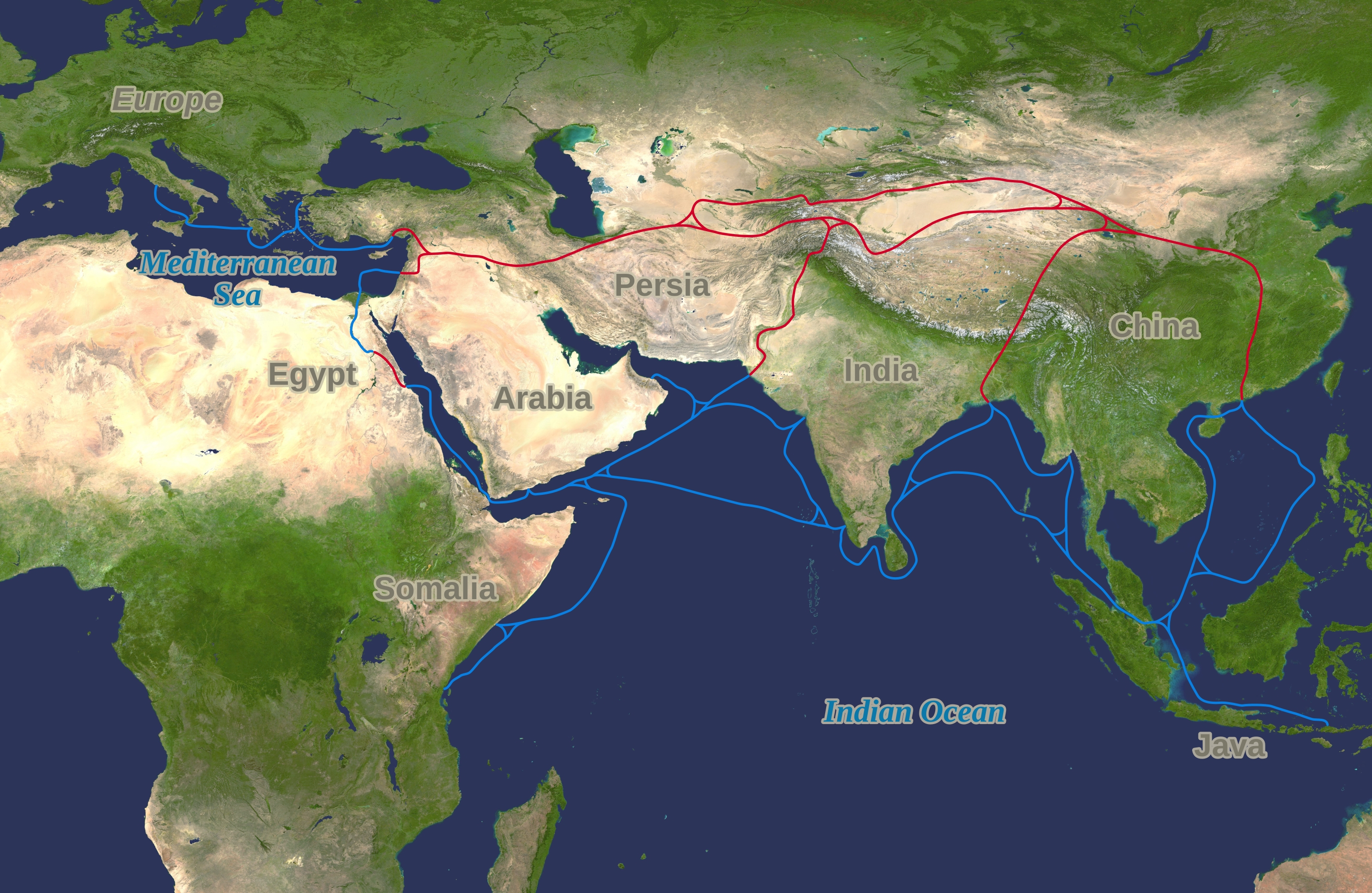
مسیر جاده ابریشم در دریا و خشکی

### دوران باستان و قرون وسطی
چین و هند از سال ۱ تا ۱۸۰۰ پس از میلاد بزرگترین اقتصادهای جهان بودند. در این بازه زمانی چین یک کشور با قدرت تجاری و تولیدی بسیار بالا بود که افراد زیادی برای کار و تجارت به این کشور مهاجرت می‌کردند، جذب تجارت اروپا، اکتشاف و استعمار در این دوره همچنین کشف تصادفی آمریکا توسط کلمبوس در جستجوی هند، نشان می‌دهد در دوران گذشته از اهمیتی بسیار بالا برخوردار بودند. جاده ابریشم مسیر اصلی تجاری شرق و غرب در آسیا شد همچنین در آن دوره و زمان تنگه ملاکا نیز به عنوان یک مسیر تجاری دریایی جاده ابریشم محسوب می‌شود.

### قبل از سال ۱۹۴۵میلادی
قبل از جنگ جهانی دوم، بیشتر آسیا تحت استعمار بود. فقط تعداد محدودی از کشورها موفق شدند در برابر فشار مداوم اعمال شده توسط قدرت اروپا مستقل باقی بمانند. کشورهایی که در دوران جنگ جهانی دوم در مقابل قدرت استعمار مقاومت کردند می‌توان به چین و ژاپن اشاره کرد.
که ژاپن در قرن ۱۹ به دلیل اصلاحاتی که انجام داده بود سبب شد تا رشد و رونق اقتصادی خوبی سبب شود. این اصلاحات جامع و گسترده بود و در دوره زمان کنونی به عنوان اصلاحات می‌جی(Meiji) از آن یاد می‌شود. اقتصاد ژاپن تا قرن ۲۰ نیز به خوبی رشد کرد و همین رشد ناگهانی آن سبب شد تا کشور ژاپن دچار کمبودهای منابع و ذخایر پایه و خام شود. در نتیجه، برای پیشرفت ژاپن کشورهای همسایه چین و کره به آن کمک کردند و منابع مورد نیاز اقتصادی ژاپن را تأمین کردند.
در همین حین، جنوب شرقی آسیا به دلیل تجارت و معرفی انواع فناوری‌های جدید آن زمان، در حال رونق و پیشرفت بود. حجم بالای تجارت با ساخت و راه اندازی کانال سوئز در دهه ۱۸۶۰میلادی به شدت افزایش یافت.
سنگاپور در سال ۱۸۱۹میلادی به عنوان کشور شناخته شد، این کشور شهرت آن زمان خود را مدیون تجارت آسیا و اروپا بود که سبب شد به عنوان کشور سنگاپور امروزه آن را بشناسند.
مالایا مستعمره انگلستان، که امروزه بخشی از مالزی است، بزرگ‌ترین تولیدکننده قلع و لاستیک در جهان بود. اندونزی، از سوی دیگر، به دلیل داشتن ادویه جات ترشی جات معروف، خوش عطر و طعم معروف شد. در آن زمان دو دسته انگلیسی‌ها و هلندی‌ها پایگاه و شعبه‌های خود را برای نظارت و بررسی محصولات خریداری شده خود در آسیا راه اندازی کردند. انگلیسی‌ها شرکتی به نام هند شرقی انگلستان را ایجاد کردند و هلندی‌ها شرکت هند شرقی هلند را راه اندازی کردند.
در سال ۱۹۰۸، نفت خامدر ایران کشف و به بهره‌برداری رسید. که پس از کشف نفت در ایران سبب شد منابع و ذخایر نفتی بسیار دیگر در آسیا کشف شود، بعدها دانشمندان متوجه شدند که خاورمیانه دارای بزرگترین ذخایر نفتی جهان است. فراوانی نفت در خاورمیانه و آسیا باعث شد که حاکمان ملت‌های عرب بسیار ثروتمند شوند، اما در خاورمیانه به دلیل نداشتن تولیدات و صادرت رونق اقتصادی عقب مانده‌ای داشت.
در اوایل دهه ۱۹۳۰میلادی، جهان دچار رکود اقتصادی شد، که این اتفاق امروزه به عنوان رکود بزرگ شناخته می‌شود. آسیا در امان این رکود اقتصادی نبود و مانند کشورهای اروپایی و آمریکایی دچار مشکل شد. حجم تجارت به‌طور چشمگیری در سراسر آسیا و در واقع در جهان کاهش یافت. با کاهش تقاضا، قیمت کالاهای مختلف شروع به کاهش می‌کند و مردم محلی و خارجی بیشتر فقیر می‌شوند. در سال ۱۹۳۱میلادی در ژاپن به شهر منچوری چین و در ادامه به کشور چین و جنوب شرقی آسیا حمله کرد که در نهایت به جنگ آسیای-اقیانوسیه جنگ جهانی دوم تبدیل شد.

### ۱۹۴۵–۱۹۹۰
پس از جنگ جهانی دوم، جمهوری خلق چین و هند که نیمی از جمعیت آسیا را تشکیل می‌دهند، سیاست‌های سوسیالیستی را برای ارتقا اقتصاد داخلی خود در پیش گرفتند. این سیاست‌ها رشد اقتصادی منطقه را محدود کرد. اقتصاد ژاپن و چهار ببر آسیایی (کره جنوبی، تایوان، سنگاپور و هنگ کنگ) در همین سال موفقیت اقتصادی حاصل شد. موفقیت این چهار کشور در اقتصاد باعث شد که سایر کشورهای جنوب شرقی آسیا، یعنی اندونزی، مالزی، فیلیپین و تایلند، تغییراتی را در اقتصاد خود شاهد باشند که سبب تولیدات و صادرات کالا به جهان شد همین موضوع سبب شد رشد اقتصاد بسیاری را در دهه‌های ۱۹۸۰میلادی و ۱۹۹۰میلادی از سوی کشورهای جنوب شرقی آسیا شاهد باشیم.
معجزه اقتصاد ژاپن پس از جنگ جهانی دوم، یکی از بارزترین پدیده‌های اقتصادی آسیا در این زمان، که در پی آن سبب تحت تأثیر قرار دادن جهان شد. پس از جنگ جهانی دوم، همکاری نزدیک بین دولت، شرکت‌ها و بانک‌ها در آن دوره سبب پیشرفت و شکل‌گیری شرکت‌های نوپا و کسب کار در ژاپن شد، به همین دلیل سبب شد تا شرکت‌های نوظهور و تولید کنند در کشور ژاپن شکل بگیرند که در نهایت سبب ساخت محصولات با کیفیت بسیار بالا و صادرات آن به سرتاسر دنیا شد. ۳۳
داستان شگفت‌انگیز رشد اقتصاد کره جنوبی که به آن معجزه رودخانه هان نیز گفته می‌شود. این کشور پس از جنگ جهانی از لحاظ اقتصادی بسیار فقیر شد و تا اوایل دهه ۱۹۷۰میلادی در لیست فقیرترین کشورهای جهان (حتی فقیرتر از کره شمالی) بود. اما با وجود این مشکلات، توانست با نرخ رشد دو رقمی سالانه اقتصاد خود را بهبود بخشد. بسیاری از شرکت‌های سازنده معروف مانند سامسونگ، ال‌جی، هیوندای، کیا موتورز، اس‌کی گروه و … در این دوره رشد چشمگیری داشتند.
در جنوب شرقی آسیا، رشد اقتصادی با رشد شبکه بامبو تقویت شد. شبکه بامبو به شبکه ای از تجارت‌های چینی در خارج از کشور که در بازارهای جنوب شرقی آسیا فعالیت می‌کنند و روابط فرهنگی مشترک دارند اشاره دارد. این شبکه با مهاجرت پناهندگان چینی به جنوب شرقی آسیا پس از انقلاب کمونیستی چین در سال ۱۹۴۹میلادی گسترش یافت. به ویژه سنگاپور پس از اعلام استقلال در سال ۱۹۶۵میلادی، پس از فدراسیون دو ساله با مالزی، رشد اقتصادی بسیار سریعی را تجربه کرد. دولت علاوه بر ایجاد جو مناسب اقتصادی و سیاسی، مهارت‌های نیروی کاری خود را توسعه داد و با تشویق سرمایه گذاران خارجی برای راه اندازی کارخانه‌های منطقه ای در تولید محصولات جدید، صنایع‌ای صادرات محور را ایجاد کرد. دولت این کشور همچنین به عنوان یک مرکز خدمات مالی و بازرگانی بزرگ نقش مهمی در رشد سنگاپور داشت. سنگاپور امروز یکی از غنی‌ترین کشورهای جهان، از دو لحاظ درآمد سرانه ملی و تولید ناخالص داخلی (PPP) است.
این دوره با درگیری نظامی نیز همراه بود. جنگ‌های ناشی از جنگ سرد، به ویژه در ویتنام و افغانستان، اقتصاد این کشورها را خراب کرد. هنگام فروپاشی اتحاد جماهیر شوروی در سال‌های ۱۹۹۰میلادی تا ۱۹۹۱میلادی، بسیاری از کشورهای آسیای میانه از سلطه اتحاد جماهیر شوروی آزاد شدند و مجبور شدند خود را با فشار برای تغییر دموکراتیک و اقتصادی وفق دهند.

### ۱۹۹۱–۲۰۰۷
در میان سال ۱۹۹۱ میلادی تا ۲۰۰۷ میلادی اقتصاد چین رونق گرفت این پیشرفت نتیجه اقدامات اقتصادی انجام شده توسط دنگ شیائوپنگ، در اواخر سال ۱۹۷۰ میلادی بود، رشد در هند و چین در طول این دوره سبب شد تا مرکز اقتصاد جهان به سوی آسیا سوق داده شود. در اواخر دهه ۲۰۰۰میلادی، نرخ رشد اقتصادی چین از ۱۱درصد فراتر رفت در همین سال نرخ رشد هند به حدود ۹ درصد رسید. عامل اصلی رشد اقتصادی بسیار بالا در طی سال‌ها تعداد زیاد جمعیت در این منطقه بوده‌است.
در همین حال، کره جنوبی، تایوان، هنگ کنگ و سنگاپور به عنوان چهار ببر آسیایی نام گرفتند؛ که تولید ناخالص داخلی آن‌ها در دهه ۱۹۸۰میلادی و ۱۹۹۰میلادی رشد بیش از ۷ درصد در سال داشت. اقتصاد آن‌ها عمدتاً به دلیل رشد صادرات بود. فیلیپین در اوایل دهه ۱۹۹۰میلادی پیشرفت در اقتصاد داخلی خود را آغاز کرد. اقتصاد ویتنام در سال ۱۹۹۵میلادی شروع شد، درست در زمانی که ایالات متحده آمریکا و ویتنام با یک دیگر روابط اقتصادی و سیاسی برقرار کردند.
در طول دهه ۱۹۹۰میلادی، توانایی تولید و بازارهای کار ارزان در کشورهای در حال توسعه آسیا به شرکت‌ها این امکان را داد تا در بسیاری از صنایع که قبلاً تحت سلطه شرکت‌های کشورهای پیشرفته بودند، مستقر شوند. با
آغاز قرن ۲۱میلادی، آسیا به بزرگترین منبع قاره جهان در زمینه اتومبیل، ماشین آلات، تجهیزات صوتی و سایر وسایل الکترونیکی تبدیل شد. ۴۴
در سال ۲۰۰۴میلادی، مناطقی از سوماترا و جنوب آسیا بر اثر زمین لرزه و سونامی آسیب دیدند. سونامی در سال ۲۰۰۴میلادی ویرانی بسیاری را به بار آورد و خسارات زیادی به زیرساخت‌های مناطق آسیب دیده به ویژه کشور اندونزی وارد کرد و میلیون‌ها نفر را آواره کرد. برای مدت کوتاهی، تولید ناخالص داخلی در میان کشورهایی مانند اندونزی و سریلانکا، علی‌رغم ورود گسترده کمک‌های خارجی پس از سیل سونامی، متوقف شد و به شدت کاهش پیدا کرد. ۴۵
اقتصاد به دلیل، بحران مالی آسیا در سال ۱۹۹۷میلادی به شدت متضرر شد. با این وجود، در اوایل سال ۲۰۰میلادی به دلیل رشد شدید صادرات در ژاپن، دوباره توانست به یکی از بزرگ‌ترین کشورهای اقتصادی در دنیا تبدیل شود اما این جایگاه پس از گذشت پنج سال و نداشتن نیروی کافی و جلو زدن کشور چین در تولیدات و صادرات سبب شد صادرات ژاپن و در پی آن کمبود نیروی کافی در سال ۲۰۰۵ میلادی منفی شود. در همان سال ۲۰۰۵ میلادی چین رتبه برترین صادر کننده و تولیدکننده در جهان شد.

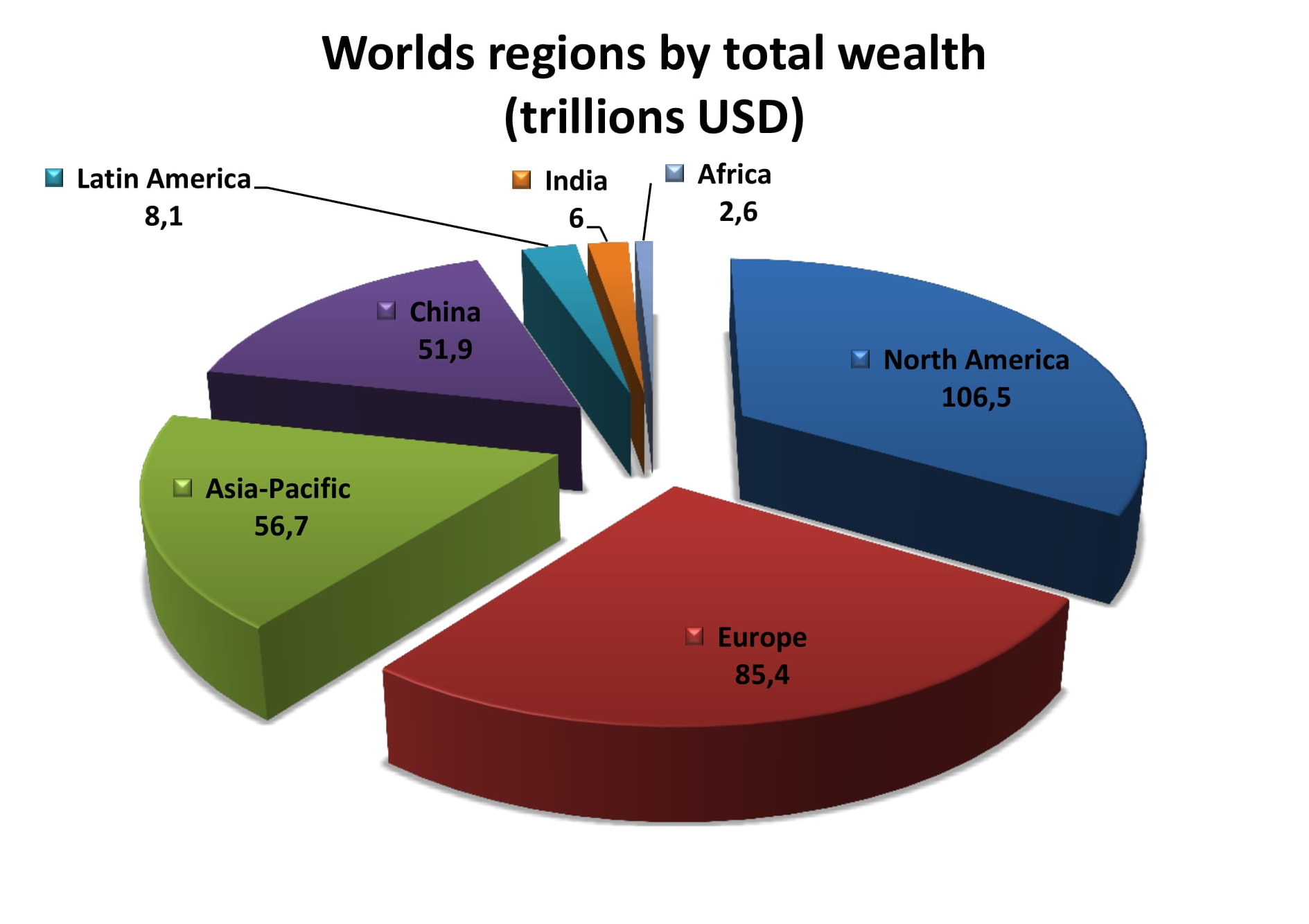
مناطق جهان بر اساس کل ثروت، سال ۲۰۱۸میلادی

### ۲۰۰۹–۲۰۱۹
بحران مالی سال‌های ۲۰۰۷–۲۰۰۸میلادی، به دلیل حباب مسکن در ایالات متحده آمریکا، باعث کاهش در تولید ناخالص داخلی اکثر کشورهای اروپایی شد. در مقابل آن، اکثر کشورهای آسیایی با کاهش موقت در نرخ رشد اقتصادی خود مواجه شدند، به ویژه کشورهای ژاپن، تایوان، کره جنوبی و چین و پس از این دوره بلافاصله شروع به رشد طبیعی اقتصاد کردند.

#### سال ۲۰۱۰–۲۰۱۱ میلادی
در سال ۲۰۱۱ میلادی در پی نا آرامی‌های آسیای شرق میانه در کشورهای سوریه، لبنان و یمن و در پی این نا آرامی‌ها رکود اقتصادی در این منطقه ایجاد شد، که در این حالت در اوایل سال ۲۰۱۰ میلادی عراق ،عربستان سعودی، امارات متحده عربی و کویت از کشورهایی بودند که از طریق فروش نفت و ذخایر خود بالاترین تولید ناخالص داخلی داشتند. در سال‌های بعد به دلیل بالا رفتن قیمت نفت و همچنین افزایش تنوع کالاهای تولیدی توسط نفت سبب بالا رفتن تولید و میزان درآمد ناخالص در این کشورها شد.

##### سال ۲۰۱۲–۲۰۱۳ میلادی
در سال ۲۰۱۳، در یک تغییر اصلاح حزب در یک دهه در چین (تغییر دولت Hu-Wen به دولت Xi-Li)، اقتصاد چین با کاهش چشمگیری در رشد تولید ناخالص داخلی روبرو شد، که چین در این دهه رکود بی‌سابقه ای را در اقتصاد خود تجربه کرد. رشد سالانه ۹–۱۰ درصد با کاهش به حدود ۷–۸ رسید که تأثیرات بسیاری بر روی اقتصاد حتی هند و کشورهای جنوب شرقی آسیا گذاشت.

##### سال ۲۰۱۴ میلادی
با وجود این رکود اقتصادی کشور فیلیپین در دوره ۲۰۱۲–۲۰۱۳ موفق به رشد اقتصادی همزمان با چین شد و از سال ۲۰۱۴ میلادی سریع‌ترین رشد اقتصادی بازار در جهان را به دست آورد و در سال ۲۰۱۷میلادی از مالزی پیشی گرفت و به عنوان سومین اقتصاد بزرگ در جنوب شرقی آسیای شد. در نوامبر ۲۰۱۳میلادی پس از طوفان هایان، قوی‌ترین طوفان ثبت شده در دنیا، فیلیپین توانست آسیب‌های ایجاد شده پس از این واقعه را جبران کند، این طوفان سبب شد ۵۲۰۰ نفر در کشور فیلیپین جان خود را از دست بدهند و منجر به آواره شدن میلیون‌ها نفر دیگر شد.
تاریخ ۲۹ سپتامبر ۲۰۱۳میلادی، چین منطقه آزاد شانگهای را افتتاح کرد. این منطقه آزاد اجازه می‌دهد تجارت بین‌المللی با محدودیت کمتر و درصد گمرکی پایین‌تری انجام شود. این منطقه برای تشویق سرمایه‌گذاری مستقیم خارجی (FDI) در ده سال اول بدون مالیات است و دارای «لیست منفی» است که برای تنظیم ممنوع بودن سرمایه‌گذاری‌های خارجی در این زمینه استفاده می‌شود.

##### سال ۲۰۱۸ میلادی
در سال ۲۰۱۸میلادی، هند از ژاپن به عنوان دومین اقتصاد بزرگ آسیا و سومین اقتصاد بزرگ در جهان پیشی گرفت، در حالی که چین از نظر برابری قدرت خرید یا تولید ناخالص داخلی (PPP) از ایالات متحده آمریکا جلو زد.

### ۲۰۲۰–۲۰۱۹
در حال حاضر اقتصاد آسیا تحت تأثیر بیماری همه گیر کرونا که در استان هوبئی شهر ووهان چین برای اولین بار دیده شد، اقتصاد چین اولین انقباض خود را در دوران پس از مائو در نتیجه بیماری همه گیر کوید۱۹ یا همان کرونا تجربه کرد. ایران پس از چین از نظر میزان مرگ و میر آسیب دیده‌ترین کشور آسیا است، نگرانی از سقوط اقتصادی پس از گسترش تحریم‌های آمریکا علیه چین در دوران دولت ترامپ نگرانی‌های امروز اقتصاد چین را بیشتر کرده‌است.
ژاپن از زمان حادثه هسته ای فوکوشیما در سال ۲۰۱۱میلادی، با به تعویق انداختن بازی‌های المپیک تابستانی ۲۰۲۰میلادی که قرار است میزبان بازی‌های المپیک باشد، در میان کاهش جمعیت و اقتصاد راکد، تحت تأثیر بیماری همه گیر کرونا قرار گرفت. کره جنوبی، سنگاپور، قطر، فیلیپین، اندونزی و هند نیز تحت تأثیر بیماری همه گیر کرونا قرار گرفتند و این مسئله ترس از رکود اقتصادی در سراسر قاره آسیا را پس از کاهش بازار سهام در منطقه افزایش داد. حصر در سراسر کشور در هند و ادامه تعطیلی مدارس و کار در چین، در واقع بیش از ۲ میلیارد نفر (یک چهارم جمعیت انسانی فعلی جهان) در داخل این دو کشور درقرنطینه به سر می‌برند.

### آینده
اختلافات بزرگ اقتصادی آسیا منشأ ادامه تنش‌ها در این منطقه است. در حالی که قدرت‌های جهانی اقتصادی کشورهای چین، ژاپن، هند، کره جنوبی با قدرت به مسیر خود ادامه می‌دهند و کشورهای اندونزی، مالزی، فیلیپین، تایلند، ویتنام، بنگلادش و سریلانکا وارد رشد اقتصادی شده‌اند، این در حالی است که کشورهای اطراف آن‌ها شدیداً به کمک‌های مالی و سازندگی احتیاج دارند.
با توجه به مقدار بسیار زیاد نیروی کار ارزان در منطقه شرق آسیا، به ویژه در چین و هند، که داشتن نیرو کار زیاد یکی از مزیت‌های اقتصادی نسبت به سایر کشورها محسوب می‌شود. آسیا همچنین مملو از مشکلات سیاسی است که نه تنها اقتصاد، بلکه ثبات عمومی منطقه و جهان را تهدید می‌کند. کشورهای همسایه با یک دیگر در آسیا مانند، پاکستان و هند، دائماً یکدیگر را تهدید می‌کنند و باعث می‌شود دولت‌های آنها سرمایه‌گذاری زیادی در هزینه‌های نظامی انجام دهند.

## تنوع در آسیا

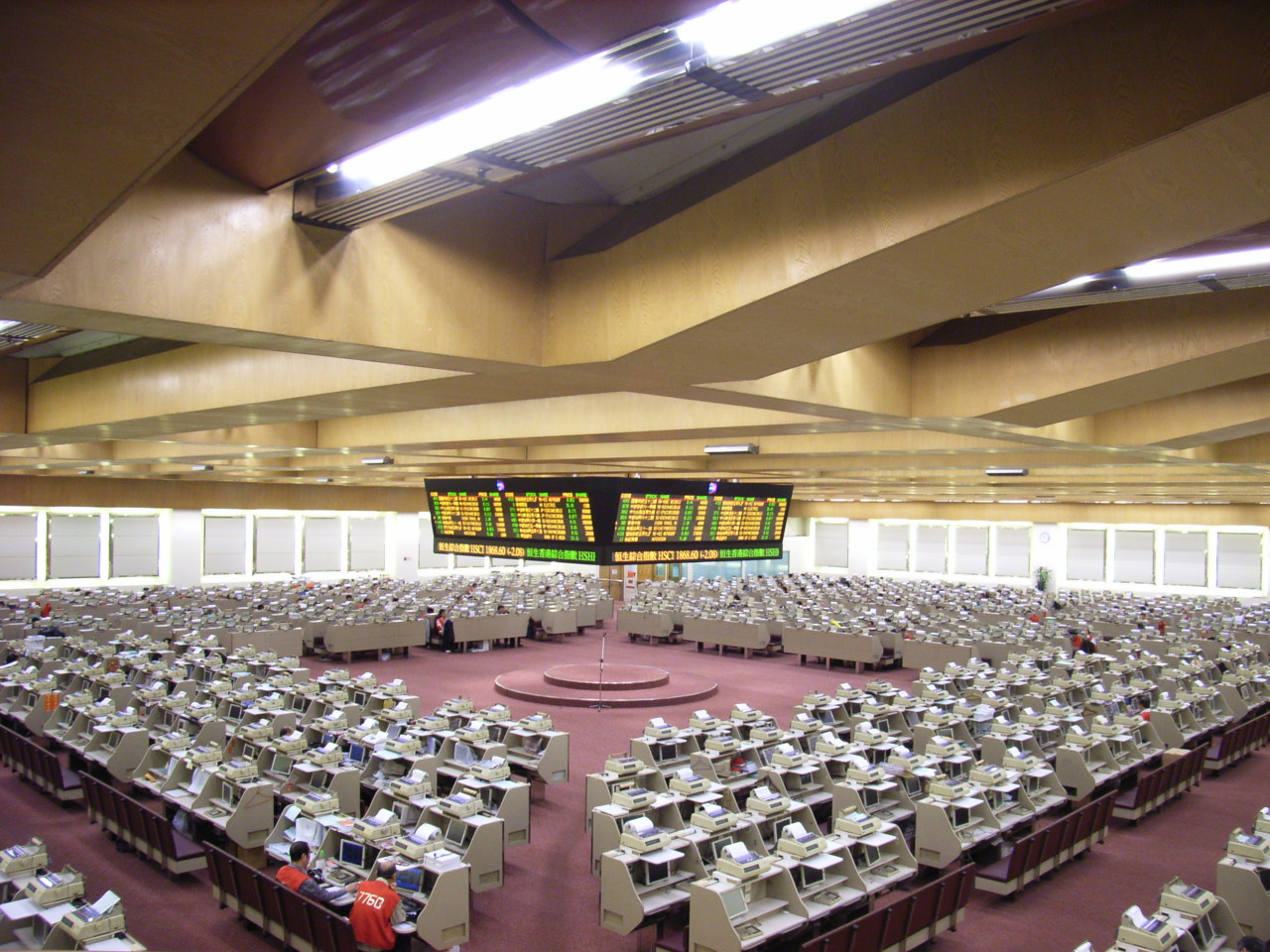
لابی مبادلات تجاری هنگ کنگ سال ۲۰۰۵میلادی

### کشورهای آسیایی بر اساس تولید ناخالص داخلی
مقاله اصلی: فهرست کشورهای آسیایی بر پایه تولید ناخالص داخلی

### اصلاحات اخیر در چین
به دنبال سومین پلنوم کمیته مرکزی حزب کمونیست چین در سال ۲۰۱۳میلادی، دولت چین برنامه‌هایی برای اصلاحات گسترده در زمینه اجتماعی و اقتصادی خود اعلام کرد. در این سیاست دولت چین به افراد این اجازه را می‌دهد که بیش از یک فرزند داشته باشند. این موضوع به دلیل پیر شدن جمعیت اکثریت چین و تأمین نیروی کار بیشتر در آینده توسط دولت چین اجرا شد.
این اصلاحات باعث انعطاف‌پذیری سیستم مالی در کشور چین شد که در نهایت باعث افزایش مشارکت در زمینه اقتصادی توسط شرکت‌های خصوص شد. به علاوه، شرکت‌های دولتی ملزم به پرداخت سود بیشتر به دولت شدند. سودهای حاصل درنهایت به مردم و برای تأمین نیازهای مردم توسط دولت چین در نظر گرفته شد. در پیرو این اصلاحات که توسط دولت چین صورت گرفت سبب شد تا کشاورزان تشویق به فروش زمین‌های زراعی خود شوند به شهر بیایند تا در نهایت نیروی کاری چین در بخش تولیدات بیشتر شود.
در تاریخ ۱۰ آوریل ۲۰۱۴ میلادی، کمیسیون تنظیم مقررات اوراق بهادار چین (به انگلیسی: China Securities Regulatory Commission ، مخفف:CSRC) و کمیسیون اوراق بهادار و آینده (کمیسیون تنظیم مقررات اوراق بهادار چین) اعلامیه مشترکی در مورد تصویب ایجاد دسترسی متقابل بازار سهام بین چین و هنگ کنگ ارائه دادند. تحت عنوان «برنامه اتصال»، بورس اوراق بهادار هنگ کنگ محدود شد و بورس اوراق بهادار شانگهای ارتباط متقابل مسیریابی سفارش و زیرساخت‌های فنی مرتبط را ایجاد می‌کنند تا سرمایه گذاران را قادر به سرمایه‌گذاری مستقیم در بازار سهام چین کنند. در ۱۷ نوامبر ۲۰۱۴میلادی، این برنامه پس از تأیید رسماً آغاز شد.
«برنامه اتصال» ابتکاری با اهمیت از نظر هنگ کنگ و شانگهای است. این فرصت دیگری را برای رشد بازار اوراق بهادار هنگ کنگ به ارمغان می‌آورد. از همه مهم‌تر، برای اولین بار، یک کانال امکان‌پذیر، قابل کنترل و قابل توسعه برای سرمایه گذاران جهت سرمایه‌گذاری در هنگ کنگ و شانگهای ایجاد می‌کند.
هزینه‌های دولت محلی نقشی اساسی در سیستم مالی چین دارد. پس از اصلاحات مالی سال ۱۹۹۱میلادی، سهم دولت مرکزی از کل درآمد مالی در سال ۲۰۱۲میلادی که کمتر از ۳۰ درصد بود به حدود۵۰ درصد افزایش یافت. دولت‌های محلی اکنون مسئول سرمایه‌گذاری در زیرساخت‌ها، ارائه خدمات و هزینه‌های اجتماعی هستند.

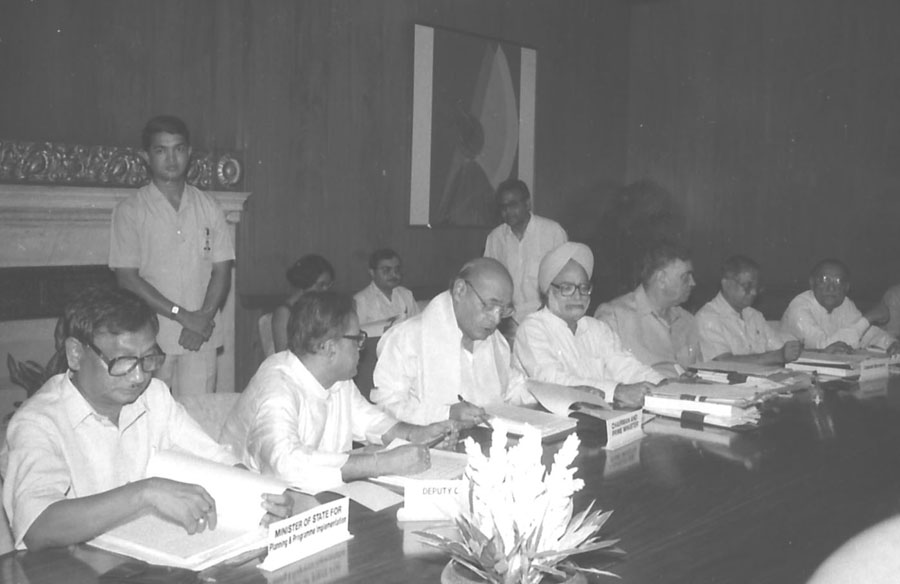
با نخست وزیر ناراشیما نارو و وزیر دارایی منموهان ، اقتصاد هند به بازار جهانی وارد شد.

### پیشرفت اقتصادی در هند
پیشرفت در صنعت و اقتصاد در هند از سال ۱۹۹۱ میلادی آغاز شد، از سیاست‌های اقتصادی کشورهند، با هدف ساخت اقتصاد این کشور که هدف اصلی گسترش سرمایه‌گذاری‌های خصوصی و خارجی در کشور هند بود. تغییرات عمده که شامل کاهش تعرفه‌های واردات، کاهش مالیات‌ها که در نتیجه سبب افزایش سرمایه‌گذاری‌های خارجی در هند شد. اما پس از رشد اقتصادی ناگهانی هند تا سال ۲۰۰۰میلادی نرخ رشد آن پس از سال ۲۰۰۰ همچنان ثابت ماند.
اما از نکات مثبت هند از سال ۲۰۰۰ میلادی تا به امروز کاهش مالیات برای کشاورزان جلوگیری و از بین بردن فسادهای مالی در داخل این کشور بوده‌است که می‌تواند یکی از بزرگ‌ترین دلایلی باشد که کشور هند در زمینه اقتصادی از سال ۲۰۰۰ میلادی تا به امروز تغییراتی نداشته‌است.
اقتصاد هند در زمینه تولید ناخالصی در رتبه پنجم در جهان قرار دارد. این کشور به عنوان یک کشور تازه صنعتی شده، یکی از کشورهای بزرگ عضو بریکس و یک اقتصاد در حال توسعه با نرخ رشد متوسط تقریباً ۷٪ طی دو دهه گذشته تا به امروز شناسایی شده‌است. مهاراشترا ثروتمندترین ایالت هند است و تولید ناخالص داخلی سالانه آن ۳۲۰ میلیارد دلار است، تقریباً برابر با پاکستان یا پرتغال ۱۲٪ از تولید ناخالص داخلی هند، پس از آن ایالت‌های تامیل نادو، اوتار پرادش، بنگال غربی و گجرات به ترتیب برترین تولیدکنندگان در هند محسوب می‌شوند. اقتصاد هند در سه ماه آخر سال ۲۰۱۴میلادی سرعت بسیاری داشت به طوری که نرخ رشد آن نسبت به کشور چین بسیار بیشتر شد و توانست در آن بازه زمانی از چین در زمینه رشد اقتصاد جلوتر برود.

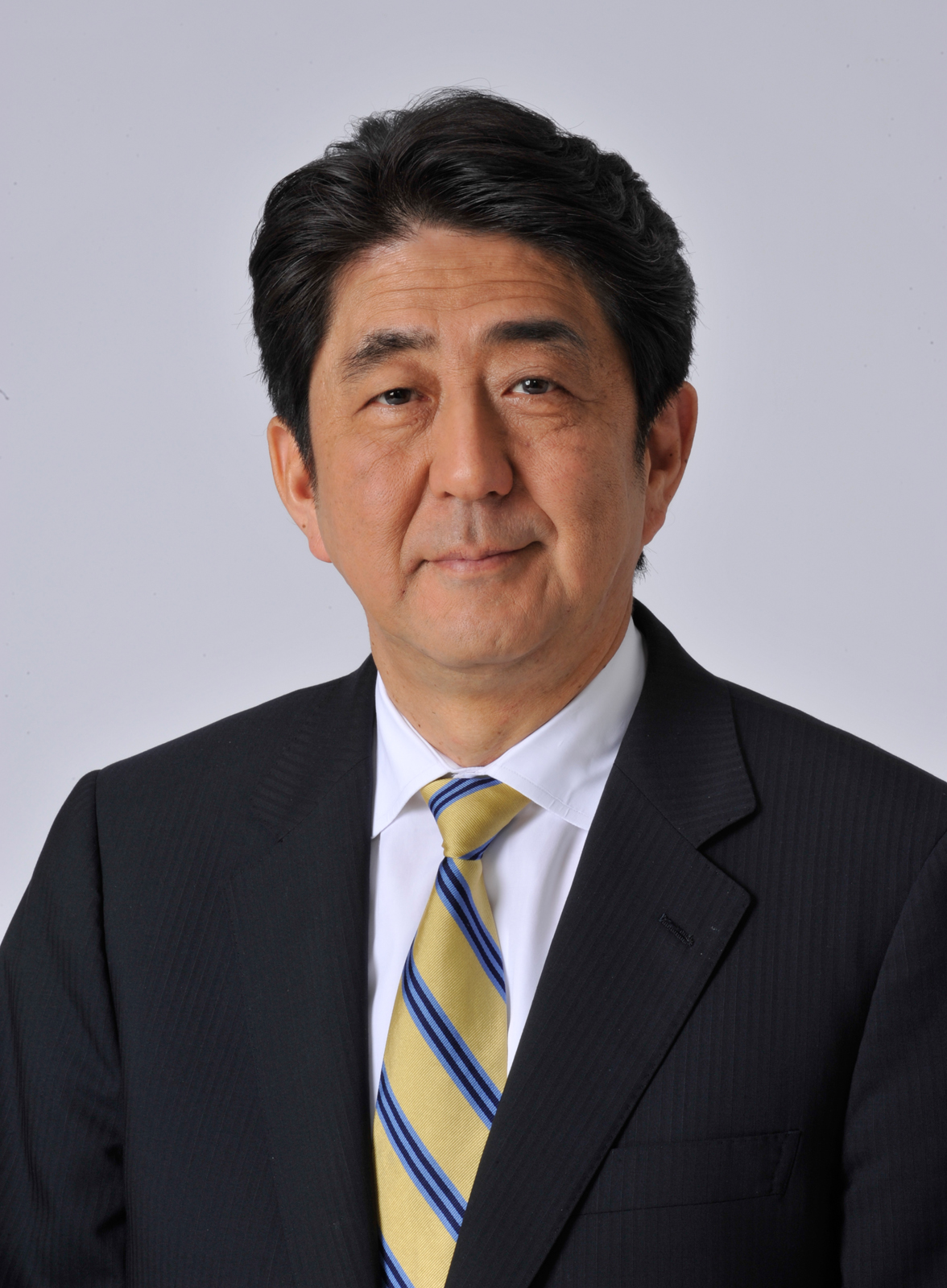
شینزو آبه ، نخست وزیر سابق ژاپن ، که اصلاحات اقتصادی را به نام آبنومیسز (به‌انگلیسی:Abenomics) آغاز کرد.

رشد بلند مدت اقتصاد در هند به دلیل جمعیت جوان آن، نسبت وابستگی کم به دیگر کشورها، پس‌انداز سرمایه و نرخ سرمایه‌گذاری و افزایش ادغام در اقتصاد جهانی از نکات مثبت در مورد رشد اقتصادی هند در جهان است. کشور هند به خوبی این قابلیت را دارد که در آینده جزء ۳ قدرت برتر اقتصادی در سر تا سر جهان باشد. چشم‌انداز رشد کوتاه مدت نیز خوب است زیرا طبق صندوق بین‌المللی پول، اقتصاد هند آینده ای روشن در اقتصاد جهان است.

### پیشرفت در ژاپن
آبنومیکز سیاستی نامگذاری شده توسط نخست وزیر سابق ژاپن است ، که در دوره شینزو آبه نخست وزیر ژاپن اجرا شد . پس از رکود اقتصاد جهانی ، نخست وزیر ژاپن شینزو آبه  امیدوار بود که اقتصاد ژاپن را با استفاده از سه روش تقویت کند: ۱- محرک مالی گسترده ، ۲- تسهیل مالی شدیدتر ،۳- اصلاحات ساختاری برای رقابت پذیری ژاپن از ۳ موارد بود که نخست وزیر شینزو آبه در نظر داشت برای پیشرفت کشور ژاپن، برای ابتدا مبلغی را برای پیشرفت توسط دولت ارائه کردند که به آن بسته محرکه می گفتند جزئیات این بسته مالی برابر بود با ۲۰.۲ تریلیون ین (۲۱۰ میلیارد دلار) و همچنین هدف دولت ایجاد ۶۰۰.۰۰۰ شغل در دو سال بود. علاوه بر ایجاد شغل ، این بسته محرک با هدف تضمین امنیت عمومی با تلاش های بازسازی ، ایجاد زمینه ای برای رشد مشاغل آینده و احیای مناطق با ارتقا گردشگری ، احیای مجدد حمل و نقل عمومی و بهبود زیرساخت ها بود.

## بلوک های تجاری

### انجمن جنوب شرقی آسیا
مقاله اصلی:انجمن ملل آسیای جنوب شرقی
انجمن ملل آسیای جنوب شرقی شامل موارد سیاسی، اقتصادی، امنیتی، نظامی، آموزشی و سازمان اجتماعی و فرهنگی از کشورهای واقع در جنوب شرقی آسیا است. هدف آن تأسیس همکاری و کمک متقابل بین اعضا است که در سال ۱۹۶۷میلادی تاسیس شده است. این کشورها سالانه در ماه نوامبر به صورت اجلاس سران دیدار می کنند. این سازمان به عنوان بستری برای همکاری و اتحاد در آسیا ایجادشده است ، شرکت های وابسته آن چندین بلوک تجاری در منطقه ایجاد نمودند، از جمله این مشارکت های اقتصادی می‌توانیم به بزرگترین بلوک تجاری جهان است.
کشورهای عضو کنونی آسه آن ، میانمار ، لائوس ، تایلند ، کامبوج ، ویتنام ، فیلیپین ، مالزی ، برونئی ، سنگاپور و اندونزی هستند . به تیمور شرقی و پاپوآ گینه نو  ناظر این جلسات هستند. در سال ۲۰۰۵میلادی ، آسه آن در تأسیس اجلاس آسیای شرقی (با حضور همه اعضای آسه آن به علاوه چین ، ژاپن ، کره جنوبی ، هند ، استرالیا و نیوزیلند ) نقش مهمی داشت که برخی پیشنهاد دادند که در آینده به یک بلوک تجاری تبدیل شوند. ارز واحد (ACU) یک واحد ارز پیشنهاد شده برای آ سه آن بود که شامل "10 + 3" دایره اقتصادی است. (آسه آن ، سرزمین اصلی جمهوری خلق چین ، هند ، ژاپن و کره جنوبی).

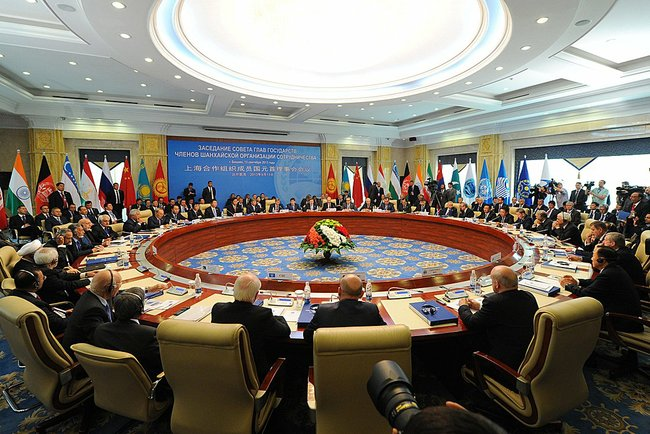
اجلاس سازمان همکاری شانگهای ، قرقیزستان

### سازمان همکاری شانگهای
مقاله اصلی:سازمان همکاری شانگهای
سازمان همکاری شانگهای (SCO) است که در اوراسیا وظایف سیاسی ، اقتصادی ، و امنیتی سازمان را بر عهده دارد، که در تاریخ ۱۵ ژوئن سال ۲۰۰۱ در شانگهای ، چین ایجاد شد . اعضای آن شامل چین ، قزاقستان ، قرقیزستان ، روسیه ، تاجیکستان ، ازبکستان ، هند و پاکستان و ایران است. منشور سازمان همکاری شانگهای است ، که رسماً این سازمان را تأسیس کرد ، در ژوئن ۲۰۰۲میلادی به صورت رسمی شناخته شد و از ۱۹ سپتامبر ۲۰۰۳میلادی اجرا شد. در حال حاضر ، سازمان همکاری شانگهای یکی از سازمانهای قدرتمند و تأثیرگذار در جهان است به دلیل داشتن جمعیت های بسیاری زیاد و کشور هایی که عضو این سازمان هستند سبب شده است یکی از مهم ترین سازمان های همکاری و تصمیم گیرنده در جهان باشد.

### سازمان همکاری اقتصادی(اکو)
مقاله اصلی:سازمان همکاری اقتصادی
اکو متشکل از ۱۰ کشور ایران، افغانستان، ترکیه، آذربایجان، ترکمنستان، پاکستان، تاجیکستان، ازبکستان، قزاقستان، قرقیزستان است که با جمعیتی بالغ بر ۴۰۰ میلیون نفر با وسعت سرزمینی ۸ میلیون کیلومتر مربع است. امروزه سازمان اکو در بسیاری از ابتکارات جهانی به عنوان یک شریک فعال و جدید حضور دارد و نقش سازنده و بی بدیلی در پیشبرد اهداف توسعه پایدار در بسیاری از حوزه‌ها دارد. سازمان همکاری اقتصادی در برخی حوزه‌ها از انتظارات جلوتر بوده‌است؛ از بخش‌های موفقِ سازمان همکاری اقتصادی می‌توان به همکاری در بخش انرژی‌های نو، محیط‌زیست، مدیریت بلایای طبیعی، مقابله با جرایم سازمان یافته و مواد مخدر و گردشگری و همچنین گسترش همکاری با سایر سازمان‌های بین‌المللی اشاره کرد. کشورهای عضو اکو از ویژگی هایِ مهمی، برخوردار بوده و می‌توانند با اتکای به این ویژگی‌ها همکاری‌های خود را در تمامی زمینه‌ها گسترش دهند.
اکو از منظر تأمین و انتقال انرژی حائز اهمیت فراوانی برای جهان است. همچنین اشراف بر چند آبراه استراتژیک جهان و همسایگی با پنج دریای مهم، شرایط ژئوپولیتیک و سرزمینی یگانه‌ای را برای سازمان همکاری اقتصادی به وجود آورده‌است و هیچ مسیری از اروپا به آسیا برای تجارت و حمل و نقل با صرفه تر و کوتاه‌تر از منطقه اکو شناخته نمی‌شود.
در حالت طبیعی، حداقل ۵۰ درصد تجارت کشورهای عضو سازمان همکاری اقتصادی باید با اعضای درون سازمان انجام می‌گرفت.

### مشارکت اقتصادی جامع منطقه ای
مقاله اصلی:مشارکت اقتصادی جامع منطقه‌ای
مشارکت اقتصادی جامع منطقه ای ، پیشنهاد ارائه شده است که توافقنامه تجارت آزاد (FTA) بین کشورهای عضو انجمن ملل آسیای جنوب شرقی (آسه آن) ( برونئی ، کامبوج ، اندونزی ، لائوس ، مالزی ، میانمار ، فیلیپین ، سنگاپور ، تایلند ، ویتنام ) و شش ایالتی که آسه آن با آنها توافق نامه تجارت آزاد دارد ( استرالیا ، چین ، هند ، ژاپن ، کره جنوبی و نیوزیلند ). این بزرگترین بلوک تجاری جهان است که تقریبا نیمی از اقتصاد جهانی را پوشش می دهد.
مذاکرات مشارکت اقتصادی جامع منطقه‌ایRCEP رسماً در نوامبر ۲۰۱۲میلادی در اجلاس آسه آن در کامبوج آغاز شد. توافق نامه تجارت آزاد برنامه ریزی شده است و انتظار می رود در نوامبر سال ۲۰۲۰میلادی طی اجلاس آسه آن و اجلاس مرتبط در ویتنام امضا شود. مشارکت اقتصادی جامع منطقه‌ای به عنوان جایگزینی برای شراکت ترنس-پسیفیک (به‌انگلیسی: Trans-Pacific (TPP)) نگاه می شود ، یک توافق نامه پیشنهادی تجاری که شامل چندین کشور آسیایی و آمریکایی است اما چین و هند را شامل نمی شود. 

### توافق نامه تجارت آسیا و اقیانوسیه
توافقنامه تجارت آسیا و اقیانوس آرام (APTA)، که قبلا به آن توافقنامه بانکوک، تنها شرایط تجاری میان چین و هند، علاوه بر بنگلادش و کره، در میان دیگران است. دبیرخانه توافق نامه توسط کمیسیون اقتصادی و اجتماعی سازمان ملل متحد برای آسیا و اقیانوسیه (ESCAP) ارائه شده است. در حالی که این توافق نامه فقط شامل تعداد محدودی از محصولات می‌شد ، اعضا آن در سال ۲۰۰۹میلادی توافق نمودند که توافق نامه چارچوب تسهیل تجارت را با هدف ساده سازی رویه های تجاری بین اعضا اجرا کنند. 

### همکاری اقتصادی آسیا و اقیانوسیه
همکاری اقتصادی آسیا و اقیانوس آرام (APEC) یک گروه است در حاشیه اقیانوس آرام که با هدف بهبود روابط اقتصادی و سیاسی تشکیل شده است. اگرچه هدف اولیه ایجاد منطقه تجارت آزاد با اعضاء آن (که شامل چین ، آمریکا و استرالیا و غیره است) بود ، اما این هدف محقق نشد. در سال ۲۰۱۴میلادی ، اعضای APEC متعهد شدند که با تأیید نقشه راهی برای منطقه تجارت آزاد آسیا-اقیانوسیه (FTAAP) گامی عادی در جهت ادغام اقتصادی منطقه ای بیشتر بردارند تا این چشم انداز را به واقعیت تبدیل کنند. به عنوان اولین قدم ، APEC در حال اجرای یک مطالعه استراتژیک در مورد مسائل مربوط به تحقق منطقه تجارت آزاد آسیا و اقیانوسیه است. این مطالعه تجزیه و تحلیل مزایا و هزینه های اقتصادی و اجتماعی بالقوه ، تجزیه و تحلیل مسیرهای مختلف به سمت منطقه تجارت آزاد و شناسایی چالش هایی را که ممکن است اقتصادها در تحقق این هدف با آن روبرو شوند ، ارائه می دهد.

### شورای همکاری خلیج فارس
مقاله اصلی:شورای همکاری خلیج فارس
شورای همکاری خلیج فارس (GCC)، یک اتحادیه سیاسی و اقتصادی بین دولتی منطقه است که در سال ۱۹۸۱میلادی،تاسیس شده است؛ کشورهای عضو فعلی شورای همکاری خلیج فارس  بحرین ، کویت ، عمان ، قطر ، عربستان سعودی ، و امارات متحده عربی هستند.

### توافق نامه مشارکت اقتصادی نزدیکتر
تنظیم مشارکت اقتصادی(CEPA)، هنگ کنگ دولت منطقه ویژه اداری چین (که در ۲۹ ژوئن ۲۰۰۳میلادی امضا شد)، و یک توافق اقتصادی بین جمهوری خلق چین و دولت ماکائو SAR (امضا در 18 اکتبر 2003)، به منظور ترویج تجارت و تسهیل سرمایه گذاری. اهداف اصلی توافق نامه مشارکت اقتصادی یا CEPA حذف تعرفه ها و موانع غیر متعارف درمورد کلیه کالاهای تجاری و دستیابی به آزادسازی تجارت و خدمات است.

### اتحادیه عرب
مقاله اصلی:اتحادیه کشورهای عرب
اتحادیه عرب یک انجمن از کشور های عرب در آفریقا و آسیا است. اتحادیه عرب برنامه های سیاسی، اقتصادی، فرهنگی، علمی و اجتماعی طراحی شده برای ترویج منافع کشورهای عضو اتحادیه را دارد.

پرچم کشورهای مشترک المنافع

### کشورهای مشترک المنافع
اتحادیه کشورهای مستقل مشترک المنافع (CIS) یک کنفدراسیون متشکل از ۱۲ کشور که ۱۵ ایالت اتحاد جماهیر شوروی سابق ، اعم از آسیایی و اروپایی است (به استثنا سه کشور بالتیک ).  اگرچه  کشور های مستقل مشترک المنافع اختیارات فرا ملی کمی دارند ، اما اختیارات بیشتری از یک سازمان نمادین دارد برای مثال دارای اختیارات هماهنگ کننده در حوزه تجارت ، مالی ، قانون گذاری و امنیت است. مهمترین مسئله برای کشورهای مستقل مشترک المنافع ایجاد یک منطقه تجارت آزاد ، اتحادیه اقتصادی بین کشورهای عضو آن است که در سال ۲۰۰۵میلادی راه اندازی شد.

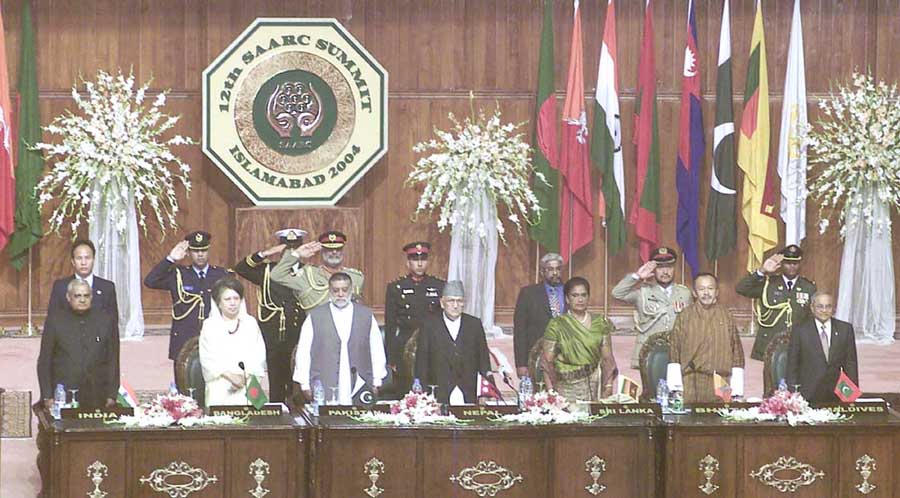
سران دولت های کشورهای سارک در دوازدهمین اجلاس انجمن همکاری های منطقه ای جنوب آسیا (SAARC) در ۴ ژانویه ۲۰۰۴در اسلام آباد ، پاکستان

### انجمن همکاری های منطقه ای جنوب آسیا
اتحادیه همکاری‌های منطقه‌های جنوب آسیا (سارک) ارتباط بین هشت کشور جنوب آسیا، یعنی افغانستان ، بنگلادش ، بوتان ، هند ، مالدیو ، نپال ، پاکستان و سری‌لانکا است. این کشورها به مساحت۵۱۳۰۷۴۶ کیلومتر شامل ۲ و یک پنجم از جمعیت جهان است. اتحادیه همکاری‌های منطقه‌های جنوب آسیا (سارک) در زمینه های کشاورزی ، توسعه روستایی ، علم و فناوری ، فرهنگ ، بهداشت ، کنترل جمعیت ، کنترل مواد مخدر و ضد تروریسم را زیر نظر دارد. همچنین ، توافق نامه تجارت آزاد با نام توافق تجارت آزاد جنوب آسیا در دوازدهمین جلسه انجمن همکاری های منطقه ای جنوب آسیا صورت گرفت . این چارچوبی برای ایجاد منطقه تجارت آزاد ایجاد کرد که ۱.۶ میلیارد نفر از کشورهای عضو آن را تحت پوشش خود قرار داده است.

## بخش‌های اقتصادی

### بخش اصلی
آسیا با اختلاف قابل توجهی بزرگترین قاره جهان است و سرشار از منابع طبیعی است. گستره وسیع اتحاد جماهیر شوروی سابق ، به ویژه روسیه ، حاوی طیف گسترده ای از فلزات ، مانند طلا ، آهن ، سرب ، تیتانیوم ، اورانیوم و روی است. اما به دلیل کنترل چند غول تحت حمایت دولت ها که سبب شده است مشارکت برای بسیاری از شرکت های بین المللی استخراج معدن دشوار کند. با این وجود ، به دلیل رونق قیمت کالاها ، سود زیاد در سال های ۲۰۰۳و۲۰۰۴ سبب شد اقتصاد آسیا رشد چشم گیری داشته باشد که بیشتر آن تقاضای کالا توسط کشور و مردمان چین بوده است. نفت مهمترین منبع طبیعی جنوب غربی آسیا است. عربستان سعودی ، عراق و کویت سرشار از ذخایر نفتی هستند و از افزایش قیمت سود می‌برند.

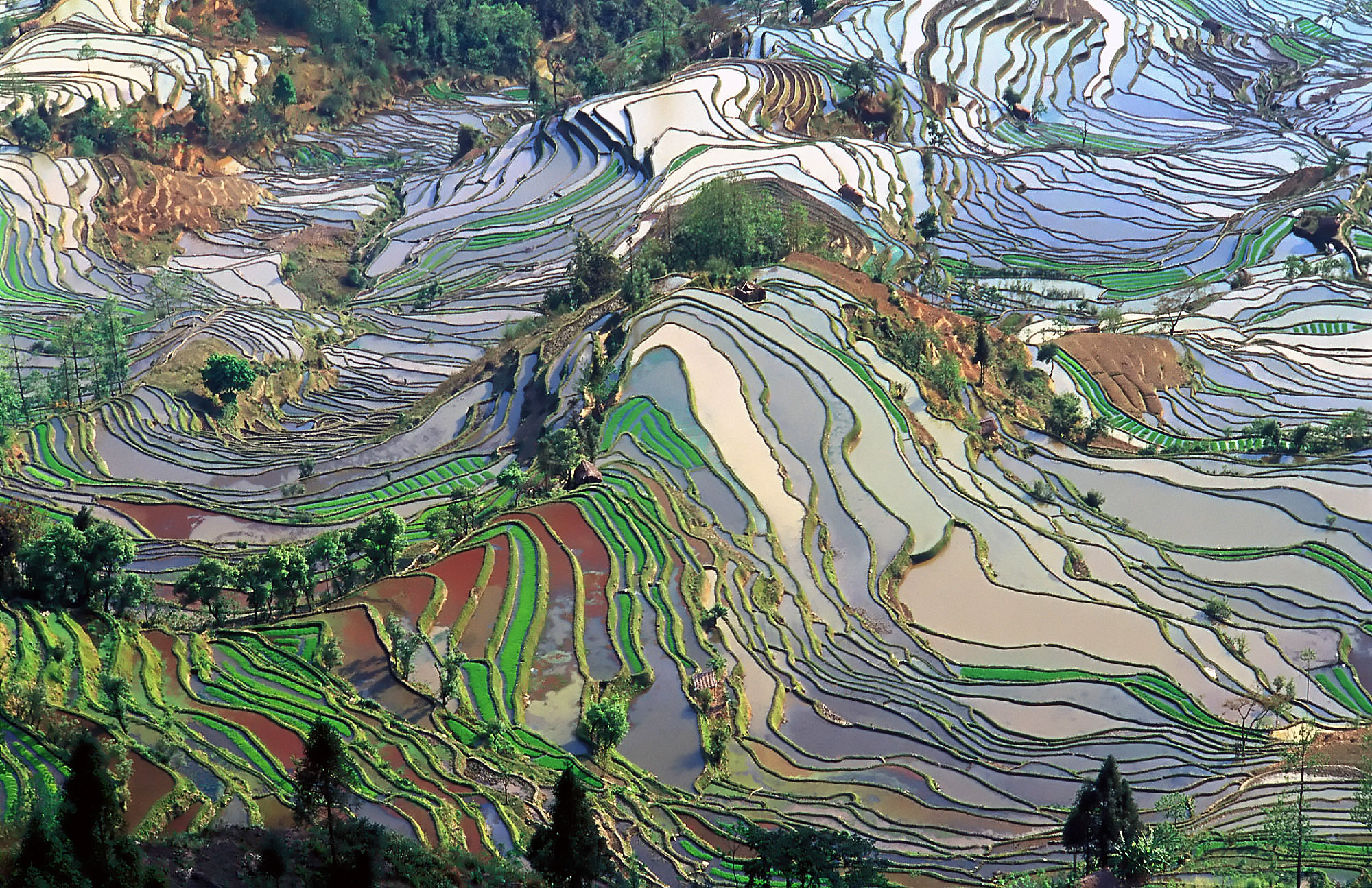
تراس مزرعه در یوننان ، چین

آسیا حدود چهار میلیارد نفر جمعیت دارد و از این رو در کشاورزی سنتی تثبیت شده است. بهره وری بالا در کشاورزی ، به ویژه برنج ، تراکم بالای جمعیت بسیاری از کشورها مانند بنگلادش ، پاکستان ،چین ، کامبوج ، هند و ویتنام نیروی مورد نیاز را فراهم می کند. کشاورزی بخش عمده ای از کاربری اراضی در مناطق گرم و مرطوب آسیا محسوب می‌شود.
بسیاری از دامنه های کوهستانی به روش تراس برای تقویت زمین های زراعی کشت می شوند. عمده محصولات کشاورزی در آسیا شامل برنج و گندم است. تریاک یکی از محصولات عمده در آسیای مرکزی و جنوب شرقی به ویژه در افغانستان است ، اگرچه تولید آن در همه جا ممنوع است. جنگل‌های انبوه در سراسر آسیا وجود دارد و بسیاری از وسایل مبلمان فروخته شده در کشورهای پیشرفته از چوب آسیا ساخته شده است. بیش از نیمی از زمین های جنگلی آسیا در چین ، اندونزی و مالزی است. چین به عنوان صادرکننده برتر محصولات چوبی مانند کاغذ و مبلمان چوبی است، در حالی که صادرات عمده محصولات چوبی در مالزی و اندونزی است. ماهیگیری منبع اصلی غذا به ویژه در ژاپن و چین است. در ژاپن ماهی های بزرگ برای مصرف مرسوم هستند در حالی که در چین ، ماهی های کوچک برای مصرف در بین مردم مرسوم است.

#### بخش دوم
بخش تولید در آسیا به روش های سنتی در منطقه آسیای شرقی بیشتر مرسوم است ، به ویژه در کشور های چین ، ژاپن ، کره جنوبی ، سنگاپور و تایوان ، این صنعت از ساخت کالا های ارزان قیمت مانند اسباب بازی تا کالا هایی با فن آوری بالا مانند رایانه ها ، دستگاه های پخش سی دی ، کنسول های بازی ، تلفن های همراه و اتومبیل های متفاوت است. شرکت های بزرگ تولیدی آسیایی بیشتر در ژاپن یا کره جنوبی مستقر هستند ، که شامل شرکت های سونی ، تویوتا ، توشیبا و هوندا از ژاپن و سامسونگ ، هیوندای ،ال جی و کیا از کره جنوبی هستند.

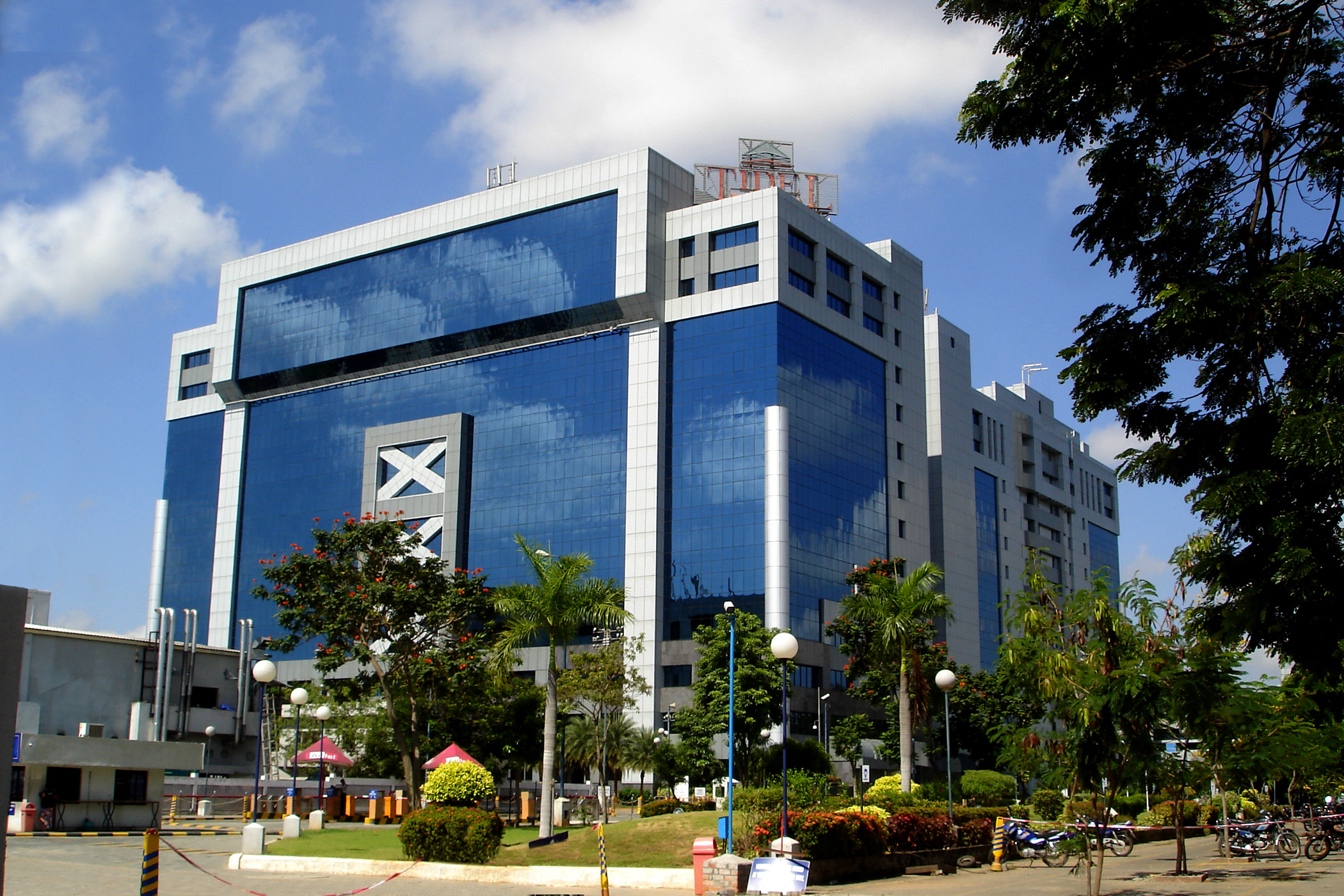
نمایی از پارک در چنای ، هند. صنایع نرم افزاری اواخر ، به دلیل زیرساخت های خوب ، نیروی انسانی کارآمد و نیروی کار ارزان ، به شهرهای آسیا برون سپاری شده اند.

بسیاری از شرکت های کشورهای پیشرفته از اروپا ، آمریکای شمالی ، ژاپن و کره جنوبی فعالیت های چشمگیری در توسعه آسیا دارند تا از فراوانی نیروی کاری ارزان استفاده کنند.  یکی از بزرگترین قسمت تولید در آسیا ، صنعت نساجی است. بیشتر عرضه پوشاک و کفش در جهان اکنون در جنوب شرقی آسیا و آسیای جنوبی ، به ویژه ویتنام ، چین ، هند ، تایلند ، بنگلادش ، پاکستان و اندونزی قرار دارد.

#### بخش سوم
ده مرکز مالی مهم آسیا در هنگ کنگ ، سنگاپور ، توکیو ، شانگهای ، پکن ، دبی ، شنژن ، اوزاکا ، سئول و بمبئی واقع شده است.  هند یکی از بزرگترین ذینفعان رونق اقتصادی بوده است. این کشور به عنوان یکی از بزرگترین صادرکنندگان نرم افزار و سایر خدمات مرتبط با فناوری اطلاعات در جهان ظاهر شده است.
ظهور صنعت برون سپاری فرآیند تجارت (BPO) شاهد ظهور هند و چین به عنوان سایر مراکز مالی بوده است. کارشناسان معتقدند که مرکز فعلی فعالیت های مالی به سمت " Chindia " - نامی که برای اشاره مشترک چین و هند استفاده می شود - در حال تبدیل شدن شانگهای و بمبئی به مرکز اصلی مالی در حال تغییر است.
دیگر مراکز در حال رشد فناوری و مالی شامل داکا (بنگلادش) ، چیتاگونگ (بنگلادش) ، کراچی (پاکستان) ، چنای (هند) ، دهلی نو (هند) ، پون (هند) ، بنگلور (هند) ، حیدرآباد (هند) ، شنژن ( چین) ، کلکته (هند) ، جاکارتا (اندونزی) ، کوالالامپور (مالزی) ، لاهور (پاکستان) ، مترو مانیل (فیلیپین) ، سبو (فیلیپین) و بانکوک (تایلند)هستند.

## جستار های وابسته
- آسیا
- تاریخ آسیا
- جغرافیای آسیا
- کشورهای مستقل همسود
- اقتصاد جهانی
- بحران مالی ۱۹۹۷ آسیا
- اقتصاد شرق آسیا

تولید ناخالص ملی
- لیست کشورهای جنوب شرقی آسیا بر اساس تولید ناخالص داخلی
- لیست کشورهای آسیایی براساس رشد تولید ناخالص داخلی